# Paul Auster

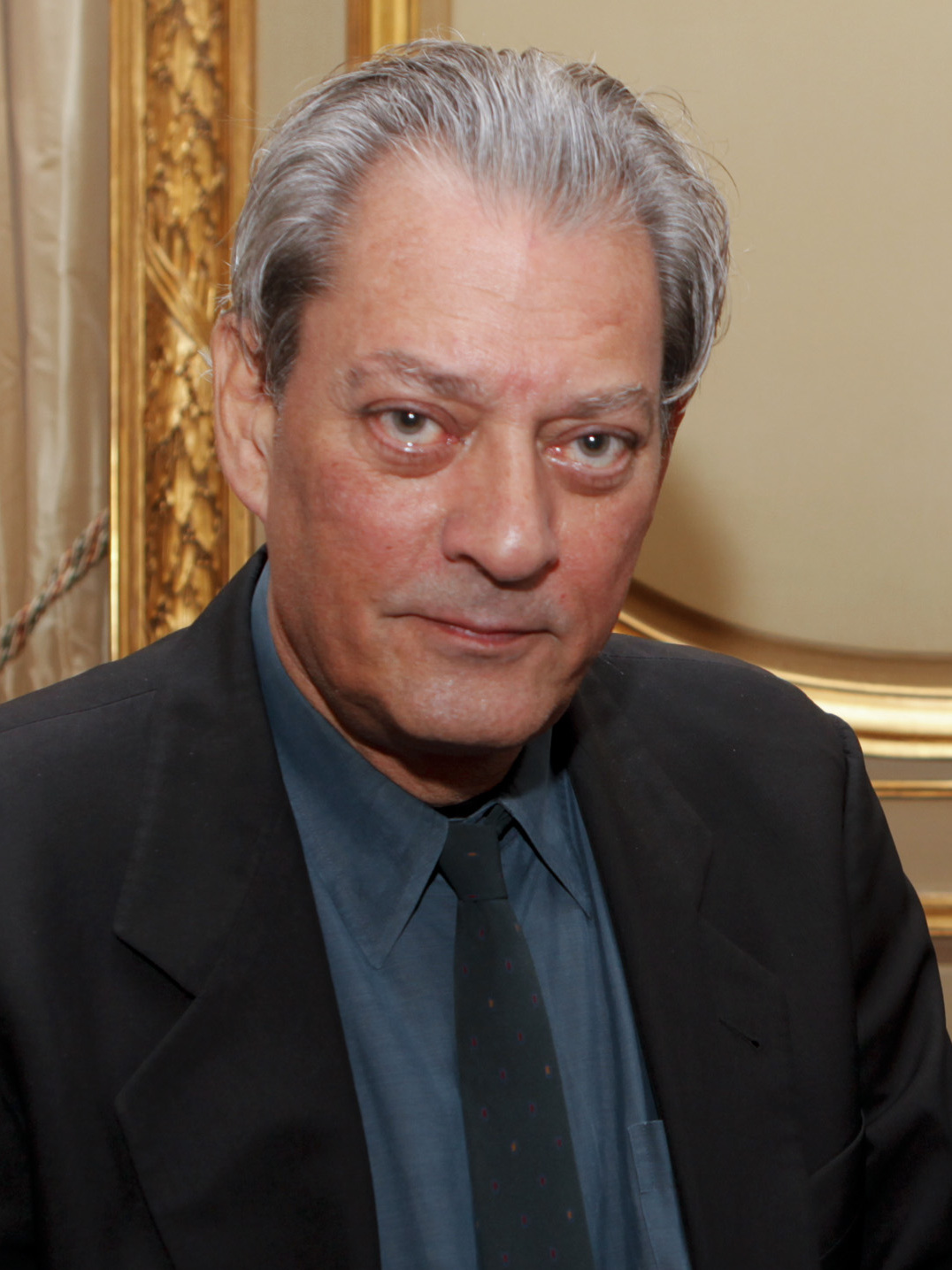
Paul Auster (2014)

Paul Benjamin Auster [pɔːl ˈbendʒəmɪn ˈɒ:stɚ] (* 3. Februar 1947 in Newark, New Jersey; † 30. April 2024 in Brooklyn, New York) war ein US-amerikanischer Schriftsteller, der auch als Filmregisseur, Drehbuchautor, Kritiker, Übersetzer und Herausgeber arbeitete. Seine Werke wurden in über 40 Sprachen übersetzt. Auster war in erster Ehe mit der Schriftstellerin Lydia Davis und in zweiter Ehe mit der Schriftstellerin Siri Hustvedt verheiratet.

## Leben

### Kindheit und Jugend
Paul Auster wurde am 3. Februar 1947 in Newark, New Jersey geboren. Die Eltern seines Vaters Samuel waren jüdische Immigranten und stammten aus Stanislau in Galizien, dem heutigen Iwano-Frankiwsk. Auch seine Mutter Queenie Bogat war eine Nachfahrin osteuropäischer Juden aus der Ukraine und Polen. Am 12. November 1950 kam Austers Schwester Janet zur Welt. Die Geschwister wuchsen in einem mittelständischen, bildungsbürgerlichen Umfeld auf.
Bereits 1959 begann Auster, Gedichte und kleine Aufsätze zu schreiben. Mit 13 Jahren, als er seine Bar Mitzwa feierte, erwog er, Rabbiner zu werden. In seinem letzten High-School-Jahr ließen sich seine Eltern scheiden. Er und seine Schwester lebten nach der Trennung bei ihrer Mutter. Schon im frühen Jugendalter entwickelte sich Auster zu einem passionierten Bücherleser, der regelmäßig die Stadtbibliothek aufsuchte. Der Roman Schuld und Sühne von Fjodor Dostojewski löste in ihm den Wunsch aus, selbst Schriftsteller zu werden.
Austers zweite Leidenschaft jener Tage galt dem Sport. Seine Mitschüler beneideten ihn wegen seiner guten Leistungen in Baseball, Basketball und Football. Er nahm regelmäßig an einem Sommerferiencamp im Norden des Bundeslandes New York teil.
1966 beendete Auster die High School, seine Mutter war nun in zweiter Ehe verheiratet. Auster demonstrierte gegen den Vietnamkrieg und wurde einmal verhaftet. Er heiratete die Schriftstellerin und Übersetzerin Lydia Davis.

### Leben als Autor

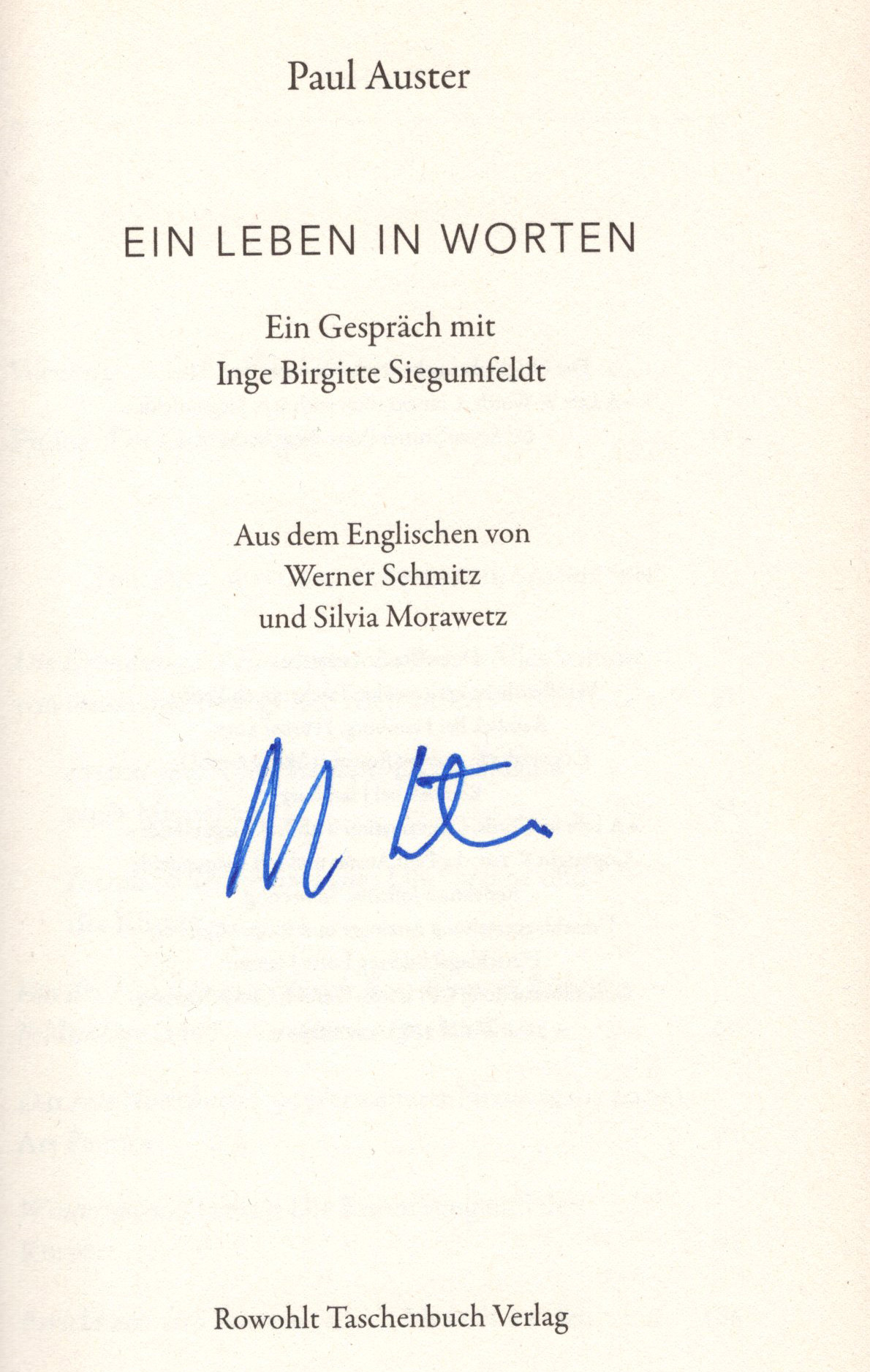
Von Paul Auster signierte Buchseite in der Interview-Sammlung Ein Leben in Worten (2017)

Lydia Davis’ Vater, ein Englisch-Professor, brachte Auster die französischen Dichter nahe. Während eines einmonatigen Aufenthalts in Paris entdeckte Auster seine Vorliebe für die französische Sprache und Kultur. Er reiste nach Italien, Spanien und auf den Spuren von James Joyce nach Dublin. Zurück in Paris, begann er eine intensive Auseinandersetzung mit Lyrik, und er schrieb Drehbücher für Stummfilme. Ab 1968 entstanden erste Romanentwürfe.
Nach seiner Rückkehr in die USA studierte Auster bis 1970 Anglistik und Vergleichende Literaturwissenschaft an der Columbia University. Im August 1970 heuerte er durch Vermittlung seines Stiefvaters für sechs Monate als Matrose für niedere Arbeiten auf einem Tanker im Golf von Mexiko an.
Von 1971 bis 1974 lebte er wieder in Paris. Dort hatte er eine Begegnung mit Samuel Beckett, der ihn sehr beeindruckte. Er arbeitete als Übersetzer, Englischlehrer und Telefonist für die New York Times. Auf Einladung eines Filmproduzenten reiste er für einen Monat als Ghostwriter für dessen Frau nach Mexiko.
Zurück in den USA, nahm Auster einen Lehrauftrag an der Columbia University an, übersetzte nebenberuflich französische Autoren ins Englische und arbeitete als Herausgeber französischer Literatur für amerikanische Verlage. Zu dieser Zeit arbeitete Auster fast ausschließlich als Lyriker und Kritiker; um seine Finanzen stand es schlecht. Gemeinsam mit seiner Freundin Lydia Davis bezog er eine Wohnung am Riverside Park mit Blick auf den Hudson; die Trauung fand am 6. Oktober 1974 statt. Im Herbst 1975 erhielt Auster ein mit 5.000 US-Dollar dotiertes Stipendium der Ingram-Merrill-Foundation und schrieb mehrere Einakter. Im Juni 1977 wurde sein Sohn geboren. Unter dem Pseudonym Paul Benjamin schrieb Auster 1978 den Kriminalroman Squeeze Play.
Anfang 1979 starb sein Vater; mit der Erbschaft konnte Auster seine Tätigkeit als Schriftsteller absichern. Mit der literarischen Annäherung an die Person seines Vaters in Die Erfindung der Einsamkeit erfolgte die Wendung zur Prosa. Sein Sohn erkrankte schwer an Asthma; im selben Jahr trennten sich Auster und seine erste Frau. Im Februar 1981 begegnete er bei einer Dichterlesung Siri Hustvedt, der Tochter eines Norwegisch-Professors. Die beiden wurden ein Paar, zogen bald darauf zusammen und heirateten im Juni 1982. Auster nahm schließlich eine Professur in Princeton an. Im Juli 1987 wurde die Tochter Sophie geboren; Namensgeberin war Sophie Fanshawe aus der New-York-Trilogie.
Nach dem Erfolg von Stadt aus Glas erschienen weitere literarische Werke (Prosa, Lyrik, Übersetzungen, Drehbücher) in jährlichem Rhythmus. Die Familie bezog ein Haus bei Park Slope; später lebte er mit seiner Familie in einem viktorianischen Haus nahe dem Prospect Park in Brooklyn. Weihnachten 1990 veröffentlichte die New York Times in ihrem Feuilleton Auggie Wrens Weihnachtsgeschichte, die als Hörbuch von Wayne Wang gelesen wurde. Nach ersten Treffen zwischen Auster und dem Regisseur wurden 1994 die Filme Smoke und Blue in the Face – Alles blauer Dunst gedreht. Auster begann einen künstlerischen Dialog mit Sophie Calle, der zu dem gemeinsamen Buch Double Game führte.
1998 wurde Austers Sohn Daniel für schuldig befunden, aus der Tasche eines toten Dealers 3.000 Dollar gestohlen zu haben, und zu fünf Jahren Gefängnis auf Bewährung verurteilt. Am 15. April 2022 wurde Daniel Auster wegen des Verdachts, die tödliche Vergiftung seiner zehn Monate alten Tochter mit Fentanyl und Heroin zu verschulden, festgenommen. Daniel starb wenige Tage danach durch eine Überdosis Drogen; er war 44 Jahre alt.
Ein anderes einschneidendes Erlebnis, das wie viele andere biografische Details in Austers Literatur Einzug fand, war ein schwerer Autounfall in Brooklyn, bei dem Siri Hustvedt 2002 aus dem Wrack geschnitten werden musste.
Heute gilt Paul Auster als einer der führenden Autoren der zeitgenössischen amerikanischen Literatur. Er war für zwei Amtszeiten (2005 bis 2007) Vize-Präsident des PEN American Center und saß jahrelang in dessen Kuratorium. Besonderes Renommee genoss er in Deutschland und Frankreich, wo seine Verkaufszahlen höher liegen als in den USA. Nach Angabe des deutschen Nachrichtenmagazins Focus verdiente Auster mit dem Verkauf seiner Bücher zu Lebzeiten etwa 20 Millionen Dollar.
Im Dezember 2022 wurde bei Auster Lungenkrebs diagnostiziert, und er wurde vorübergehend im New Yorker Memorial Sloan Kettering Cancer Center behandelt. Er starb im April 2024 im Alter von 77 Jahren in seinem Haus in Brooklyn an den Folgen der Erkrankung.

## Werk

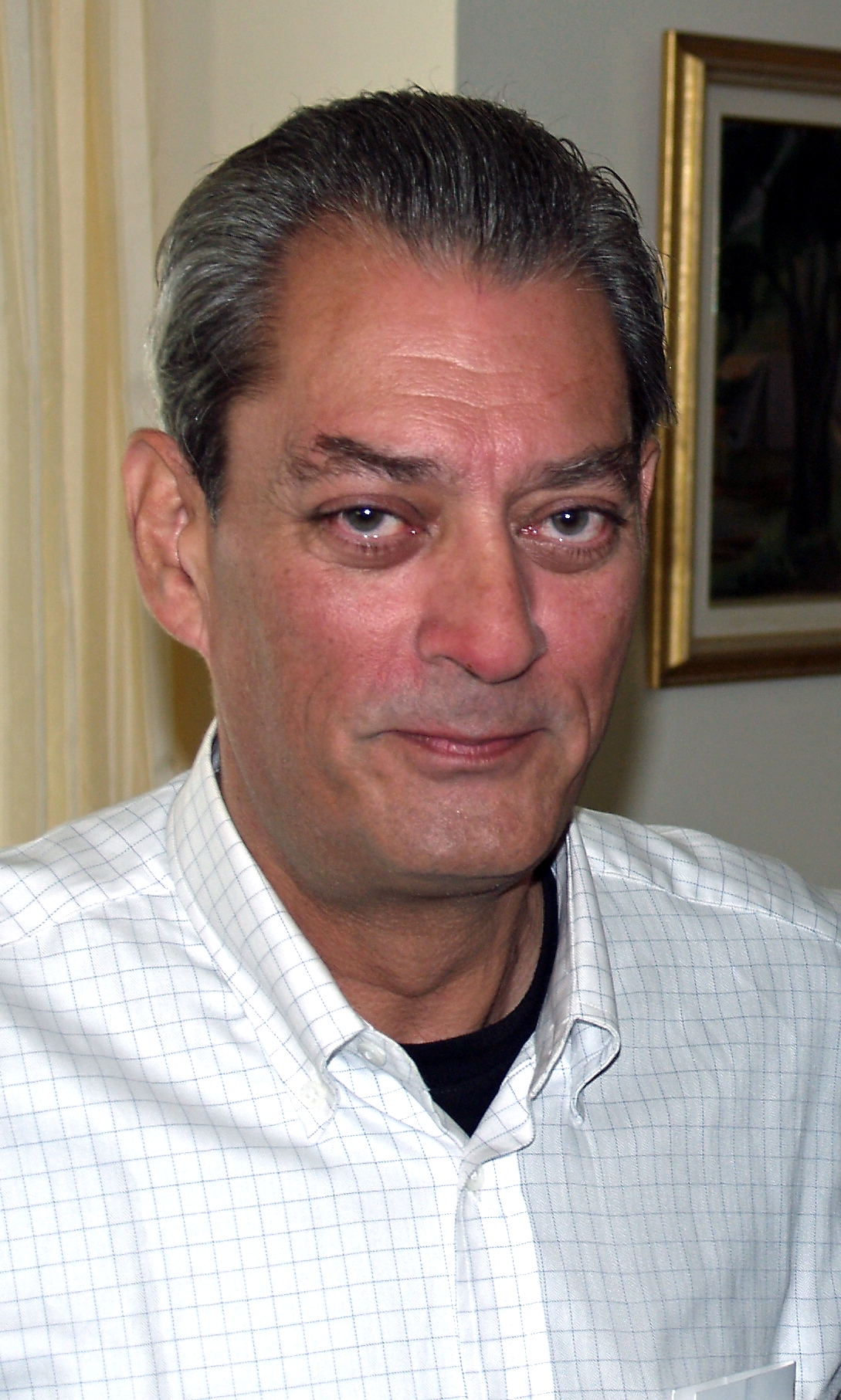
Paul Auster (2008)

Weltbekannt wurde Auster durch seine Serie experimenteller Kriminalromane, die gesammelt als Die New-York-Trilogie (1987) veröffentlicht wurden. Nach dem bescheidenen Erfolg seines Prosa-Debüts Die Erfindung der Einsamkeit wurde Stadt aus Glas zunächst von 17 Verlagen abgelehnt, gelangte dann aber auf die Nominierungsliste für den Edgar Allan Poe Award. Die Trilogie enthält die Geschichten City of Glass – Stadt aus Glas (1985), in der es um einen Krimiautor geht, der im Laufe der Erzählung verschiedene Identitäten annimmt. Ghosts – Schlagschatten (1986) handelt von einem Detektiv namens Blue, der einen Mann namens Black für seinen Kunden White beobachtet. The Locked Room – Hinter verschlossenen Türen (1986) ist die Geschichte eines Autors, der das Leben eines anderen Schriftstellers für eine Biographie aufarbeitet und dabei anfängt, dessen Leben zu leben. Jeder der drei Romane wirkt zu Beginn wie eine klassische Kriminalgeschichte. Die Beobachtungen und Nachforschungen der Protagonisten münden jedoch nicht in der Aufklärung eines Kriminalfalles oder der Erledigung eines Auftrags, sondern sie reflektieren und veranschaulichen letztendlich ihr persönliches Schicksal und führen im weiteren Verlauf der Handlung zur Selbsterkenntnis. Austers Kriminalromane sprengen den gewöhnlichen Rahmen dieses Genres. Die Form dient der Darstellung und Analyse existentieller Probleme und Fragen nach der menschlichen Identität.
In Paul Austers Werk gibt es starke Bezüge zu den amerikanischen Transzendentalisten des 19. Jahrhunderts, namentlich Nathaniel Hawthorne und Henry David Thoreau. Es finden sich Einflüsse des Poststrukturalismus im Sinne von Jacques Derrida und der Psychoanalyse von Jacques Lacan.
Auster variiert in seinen Büchern die Frage des Verhältnisses von natürlicher Ordnung zur symbolischen Ordnung der Dinge. Die Transzendentalisten glauben an eine Trennung der Gegensätze, zugleich aber auch an die Möglichkeit der Rückführung zueinander. Lacans Theorie besagt, dass wir die Welt durch Sprache wahrnehmen und strukturieren. Auch unser Unbewusstes konstituiert sich durch Sprache, so dass ein fundamentaler Mangel in der Wahrnehmung der Welt entsteht. Bereiche, die nur gespürt werden können, entziehen sich der sprachlichen Festlegung. Austers Protagonisten sind oft Schriftsteller und Suchende, die sich der scheinbaren Unordnung der Welt und dem Chaos der Ereignisse ausgeliefert fühlen. Die Figuren und mit ihnen ihr Schöpfer er-schreiben sich ihre Rückkehr in geordnete Verhältnisse. Das Finden und Erfinden von Strukturen, sei es im Schreiben imaginärer Bücher und Biografien, sei es im Konstruieren und Auflösen von komplexen Handlungsplots, trotzt dem Zufall als schicksalhaftem Element. Der Autor findet buchstäblich sein Heil in der Sprache.
In seinem Roman 4 3 2 1 (Rowohlt 2017) erzählt er kunstvoll eine Lebensgeschichte in vier Variationen –, jeweils nach getroffenen existenziellen Entscheidungen.

### Wiederkehrende Motive
Selbstreferenz
In fast allen Romanen Austers gibt es Querverweise. Der Autor selbst sieht seine Bücher als Teile derselben Landkarte. Bestimmte Charaktere tauchen mehrfach auf oder sind miteinander verwandt; Daniel Quinn, der Protagonist aus Stadt aus Glas, ist beispielsweise der Onkel von Jim Nashe aus Die Musik des Zufalls. David Zimmer aus Das Buch der Illusionen ist Marco Stanley Foggs Zimmergenosse. Der Name von Paul Benjamin, der Hauptfigur in Smoke, ist Austers frühes Pseudonym für seinen Kriminalroman. Die Erzählung Reisen im Skriptorium ist voller Bezüge zu anderen Büchern Austers.
Zufall
Auster erzählt, im Alter von 14 Jahren seien er und ein paar Freunde vom Gewitter überrascht worden. Einer der Jungen wurde vom Blitz erschlagen, und seit diesem tragischen Tag sei ihm bewusst, dass er sein Leben dem Zufall verdanke. Immer wieder sind die Figuren seiner Bücher von zufälligen, teilweise absurden Wendungen des Schicksals betroffen. So stirbt im Roman 4 3 2 1 in einer Variante der in verschiedenen Versionen dargestellten Lebensgeschichte der Hauptfigur Ferguson eine ihrer Manifestationen im Alter von 13 Jahren in Folge eines Blitzschlags, eine andere bei einem unvorhersehbaren Verkehrsunfall. Das Rote Notizbuch behandelt einige zufällige Ereignisse, die Auster gesammelt hat.
Fragen der Identität
Viele Figuren Austers sind aus ihrer eigenen Geschichte entwurzelt und begeben sich auf die Suche nach ihrer Herkunft oder versuchen ihr Jetztsein zu ergründen. Der Roman Mond über Manhattan stellt die Sinnsuche des jungen Marco Stanley Fogg dar. Anna in Im Land der letzten Dinge muss sich erst völlig aus ihrer alten Identität lösen, um in eine neue eintreten zu können.
Geld
In Mond über Manhattan, Die Musik des Zufalls oder dem Buch der Illusionen haben die Hauptfiguren zwar zeitweise große Beträge zur Verfügung, gehen damit jedoch auf unkonventionelle Weise um, indem sie ihr Kapital verbrauchen, ohne es durch Zuverdienst o. ä. wesentlich zu strecken. Ein Herunterzählen der verbleibenden Geldmenge im Verlauf der Geschichte kommt mehrfach vor.
Anekdote
Das Gesamtwerk ist durchzogen von Anekdoten, die teils familiären Ursprungs sind und teils aus populären Biografien stammen, etwa die Geschichte des Philosophen, der während des Krieges sein einziges Manuskript raucht, die in dem Roman Im Land der letzten Dinge verwendet wird als auch im Film Smoke erscheint.
Verlorener Vater
In der Erzählung Die Erfindung der Einsamkeit hat Auster nach dem Tod seines eigenen Vaters versucht, dessen Person zu erkennen und zu verstehen. Als Scheidungskind, das bei der Mutter lebte, hat er früh den direkten Bezug verloren. Distanzierte Vaterfiguren gibt es immer wieder, etwa Peter Stillman Sr. in Stadt aus Glas.
Außenseiter und Exzentriker
Daniel Quinn verliert während seiner Überwachung den Bezug zur Gesellschaft und wird zum Obdachlosen; William Gurevitch in Timbuktu ist ein Landstreicher; die Millionäre Flower und Stone lassen ein in England abgebautes Schloss neu zusammensetzen.
Räume, als Enge und Weite
Es gibt Protagonisten, die sich in winzige Räume einschließen, andere wieder erkunden die teils unbekannten Räume der Landschaft und des städtischen Umfeldes; die Spaziergänge des Peter Stillman durch New York im ersten Teil der Trilogie. In Reisen im Skriptorium sitzt ein alter Mann in einem abgedunkelten Zimmer.
Bedingungen des Schreibens
Viele Figuren Austers sind Schriftsteller, einige sind als Alter Ego des Autors zu erkennen. Wiederholt spielen Romane und Biografien der Hauptfiguren eine wichtige Rolle. Ein weiteres sich wiederholendes Element ist das Buch im Buch.

### Einflüsse
In einem Interview für die Washington Post im Dezember 2003 nannte Auster diejenigen Autoren, die den größten Einfluss auf sein Werk hatten (Reihenfolge ohne Wertung): Charles Baudelaire, Samuel Beckett, Maurice Blanchot, Jorge Luis Borges, Albert Camus, Paul Celan, Louis-Ferdinand Céline, Miguel de Cervantes, Raymond Chandler, Jacques Derrida, Charles Dickens, Fjodor Dostojewski, William Faulkner, F. Scott Fitzgerald, Dashiell Hammett, Knut Hamsun, Nathaniel Hawthorne, James Joyce, Franz Kafka, Jacques Lacan, Stéphane Mallarmé, Herman Melville, Michel de Montaigne, Edgar Allan Poe, Arthur Rimbaud, William Shakespeare, Henry David Thoreau, Leo Tolstoi, Kurt Vonnegut, Ludwig Wittgenstein.

### Kooperation mit Sophie Calle
Nachdem Auster sich für die Figur der Maria Turner in Leviathan von der französischen Konzeptkünstlerin Sophie Calle inspirieren ließ, revanchierte sich Calle, indem sie einige der dort beschriebenen Kunstaktionen real umsetzte und den Autor schließlich um neue Handlungsanweisungen bat. Auster schrieb ihr daraufhin ein als Gotham-Handbook bekannt gewordenes mehrseitiges Konzept, aus dem schließlich 2002 das gemeinsame Künstlerbuch Double-Game (englisch) / Doubles-Jeux (französisch) hervorging.

## Arbeitsschritte, außerliterarische Interessen, politisches Denken

### Schreibgewohnheiten
Paul Auster schrieb erste Gedanken zu späteren Büchern handschriftlich mit Federhalter oder Bleistift in Notizbücher. Diese Notizen tippte er später auf einer Olympia-Schreibmaschine ab, die Anfang der 1960er Jahre gebaut wurde. Computern widersetzte sich der Autor. 1996 schrieb er eine kurze Hommage, die als Die Geschichte meiner Schreibmaschine erschien, illustriert von Sam Messer.

### Film, Baseball und Musik
Außer an seinen Büchern hat Paul Auster an eigenen Filmen gearbeitet.
Auster war ein großer Baseball-Fan, eine Leidenschaft, die bis in seine frühe Kindheit zurückreicht. Ende der 1970er Jahre, noch bevor er erfolgreich als Schriftsteller arbeiten konnte, entwickelte er ein Kartenspiel mit dem Titel Action Baseball, das ein komplettes Baseball-Spiel nachstellen sollte. Er fand jedoch keinen Verlag, der das Spiel veröffentlichen wollte. Später beschrieb er die Geschichte um diesen und andere frühe Versuche aufschlussreich in seiner autobiografischen Erzählung Von der Hand in den Mund und ließ die Spielkarten, drei Einakter und seinen ersten Roman Squeeze Play als Anhang abdrucken.
2004 beteiligte er sich neben 16 anderen Autoren an dem literarisch-musikalischen Projekt As Smart As We Are der Band One Ring Zero. Auf diesem Kontakt basiert schließlich die Zusammenarbeit an der 2006 erschienenen CD seiner Tochter: Sophie Auster (mit One Ring Zero). Drei Songtexte stammen aus der Feder Austers, bei den übrigen handelt es sich um surrealistische Lyrik aus der Liste seiner eigenen Übersetzungen.

### Politische Selbstverortung und Demokratiebegriff
Anlässlich der Corona-Pandemie gab Paul Auster im Mai 2020 dem Reporter Klaus Brinkbäumer für die Zeit ein Interview, in dem er vor allem seine Einschätzung der politischen Lage in den USA zur Sprache brachte. Er empfinde Ekel und Scham darüber, was aus diesem Land geworden sei, wie man die Corona-Krise behandle und „wie die Republikanische Partei und das Monster an ihrer Spitze die Krise benutzen, um das Land immer noch weiter zu spalten.“ Man erlebe die Folgen eines 50-jährigen Rechtsrucks: Alles Regierungshandeln werde als nutzlos, wenn nicht teuflisch und als Betrug an den eigenen Prinzipien verstanden. „Also verweigert die Regierung der Nation die Hilfe“. Danach gefragt, ob man in New York City verstehe, dass es zu einer wiederholten Corona-Gefährdung medizinisch miserabel versorgter Viertel wie der Bronx oder Queens kommen könnte, betonte Auster die Dringlichkeit des Lernens aus dem Geschehen. Einkommen, Bildung und medizinische Versorgung seien voneinander abhängig; viele Amerikaner könnten kaum lesen. „Eine Demokratie leidet, wenn ihre Bürger unwissend sind, verwundbar und empfänglich für Demagogen, die nur die Gefühle ansprechen. Viele Menschen hier lernen nicht, was sie bräuchten, um zu analysieren, was sie hören.“
Über Donald Trump sagte Auster: „Ich ertrage den Mann nicht. Er hat ein Vokabular von 16 Wörtern, sagt jeden Satz doppelt und jeder ist gelogen. Ich nenne ihn Nummer 45 [sc. 45. Präsident der USA] oder Monster.“ Wer Kinder habe, wisse, dass Zweijährige sich im Zentrum der Welt sähen, während Fünfjährige schon halbwegs vernünftig seien. „Nummer 45 ist immer noch zwei Jahre alt, in Windeln, den Löffel gegen den Hochstuhl hämmernd. Wir sehen einem Kranken zu.“ Seine Wiederwahl betreibe Trump allein auf der Grundlage bestimmter Dogmen der Republikaner. „Sie wollen, dass die Regierung eine Armee hat, um das Land zu verteidigen – und Schluss. Ansonsten: ungebremster Kapitalismus. Das ist ihr bitterer Ernst.“
Die Verfassung der Vereinigten Staaten trage zu den Schwierigkeiten bei, das Land zu einen, so Auster. Ihre Verabschiedung 1788 sei ein fauler Kompromiss des Nordens mit den Sklavenhaltern in den Südstaaten gewesen. Es habe das Land bis heute vergiftet, dass man, um dem Süden mehr Abgeordnete im Kongress der Vereinigten Staaten zu verschaffen, Schwarze damals als Drei-Fünftel-Menschen zählte. Die Funktion des Wahlmännerkollegiums bei der Präsidentenwahl, die kleine Bundesstaaten bevorteile, sorge gegenwärtig dafür, dass die Minderheit die Mehrheit regiere. Ebenso abwegig sei die Lage im Senat, in den 580.000 Einwohner Wyomings zwei Senatoren entsenden, die genauso viel Macht haben wie die zwei Senatoren aus Kalifornien mit fast 40 Millionen Einwohnern. „Das ganze System ist schief, es wirft uns permanent zurück.“ Rettung verspreche nur eine Bewegung der Massen mit überwältigender Mehrheit.

## Zitate
„Ich lebe mit meinen Romanfiguren durchschnittlich fünf Jahre lang, ehe ich überhaupt zu schreiben anfange. Sie verwandeln sich, und aus Geistgestalten werden richtige Personen. Wenn das Buch dann fertig ist, bleiben diese Charaktere übrig, und ich kann sie einfach nicht mehr loswerden. Sie bleiben in meiner Erinnerung hängen wie unkündbare Untermieter oder wie Geister, die ich nicht vertreiben kann und die doch quicklebendig sind.“

„Aber wenn man wirklich etwas erreichen will, ganz besonders in der Kunst, muss man die Courage haben, sich an innere Orte zu begeben, die man gar nicht gern aufsucht. Orte in uns selbst, die Angst und Trauer hervorrufen. Das hat nichts mit der Außenwelt zu tun. Es gibt Schriftsteller, die reisen um die ganze Welt und erforschen alles. Und es gibt andere wie Emily Dickinson, die ihr Zimmer nie verlassen hat. Und trotzdem ist sie eine fabelhafte Schriftstellerin.“

„Drei Tage habe ich nicht geraucht – und wurde zu einem Monster. Aber ich wollte nicht so einer sein, der irgendwann Menschen ins Gesicht schlägt oder Schaufenster eintritt. Und so habe ich beschlossen, lieber ein kürzeres Leben zu führen, als ein schlechter Mensch zu sein – und wieder angefangen.“

„deine Hände (…) Sie haben sich über die nackte Haut deiner Frau bewegt und ihren Weg bis in die letzten Winkel gefunden. Dort sind sie am glücklichsten, das spürst du, dort sind sie, seit dem Tag, an dem du sie kennengelernt hast, immer am glücklichsten gewesen, denn, um eine Zeile aus einem Gedicht von George Oppen abzuwandeln, manche der schönsten Orte der Welt befinden sich auf dem Körper Deiner Frau.“

## Werke

### Romane
- The New York Trilogy. Faber & Faber, London 1987, ISBN 0-571-16864-7.
  - Übersetzung: Die New-York-Trilogie. Dt. von Joachim A. Frank. Rowohlt, Reinbek 1989, ISBN 3-499-12548-X, besteht aus den drei Teilen:
    - Stadt aus Glas (City of Glass, 1985)
    - Schlagschatten (Ghosts, 1986)
    - Hinter verschlossenen Türen (The Locked Room, 1987)
- In The Country of Last Things. Viking, New York 1987, ISBN 0-670-81445-8.
  - Übersetzung: Im Land der letzten Dinge. Dt. von Werner Schmitz. Rowohlt, Reinbek 1989, ISBN 3-498-00025-X.
- Moon Palace. Viking, New York 1989, ISBN 0-670-82509-3.
  - Übersetzung: Mond über Manhattan. Dt. von Werner Schmitz. Rowohlt, Reinbek 1990, ISBN 3-498-00028-4.
- The Music of Chance. Viking, New York 1990, ISBN 0-670-83535-8.
  - Übersetzung: Die Musik des Zufalls. Dt. von Werner Schmitz. Rowohlt, Reinbek 1992, ISBN 3-498-00036-5.
- Leviathan. Viking, New York 1992, ISBN 0-670-84676-7.
  - Übersetzung: Leviathan. Dt. von Werner Schmitz. Rowohlt, Reinbek 1994, ISBN 3-498-00039-X.
- Mr. Vertigo. Viking, New York 1994, ISBN 0-670-85209-0.
  - Übersetzung: Mr. Vertigo. Dt. von Werner Schmitz. Rowohlt, Reinbek 1996, ISBN 3-498-00042-X.
- Timbuktu – A Novel. Henry Holt, New York 1999, ISBN 0-8050-5407-3.
  - Übersetzung: Timbuktu. Dt. von Peter Torberg. Rowohlt, Reinbek 1999, ISBN 3-498-00053-5.
- The Book of Illusions. Henry Holt, New York 2002, ISBN 0-8050-5408-1.
  - Übersetzung: Das Buch der Illusionen. Dt. von Werner Schmitz. Rowohlt, Reinbek 2002, ISBN 3-498-00052-7.
- Oracle Night. Henry Holt, New York 2003, ISBN 0-8050-7320-5.
  - Übersetzung: Nacht des Orakels. Dt. von Werner Schmitz. Rowohlt, Reinbek 2004, ISBN 3-498-00064-0.
- The Brooklyn Follies. Henry Holt, New York 2005, ISBN 0-8050-7714-6.
  - Übersetzung: Die Brooklyn-Revue. Dt. von Werner Schmitz. Rowohlt, Reinbek 2006, ISBN 978-3-498-00066-0.
  - Hörbuch: Die Brooklyn-Revue. Gelesen von Jan Josef Liefers, Argon Verlag GmbH, 2006, ISBN 978-3-87024-438-5 (9 CDs, ungekürzte Lesung)
- Travels in the Scriptorium. Faber & Faber, London 2006, ISBN 0-571-23255-8.
  - Übersetzung: Reisen im Skriptorium. Dt. von Werner Schmitz. Rowohlt, Reinbek 2007, ISBN 978-3-498-00074-5.
- Man in the Dark. Faber & Faber, London 2008, ISBN 978-0-571-24076-0.
  - Übersetzung: Mann im Dunkel. Dt. von Werner Schmitz. Rowohlt, Reinbek 2008, ISBN 978-3-498-00080-6.
- Invisible. Henry Holt, New York 2009, ISBN 978-0-8050-9080-2.
  - Übersetzung: Unsichtbar. Dt. von Werner Schmitz. Rowohlt, Reinbek 2010, ISBN 978-3-498-00081-3.
  - Hörbuch: Unsichtbar. Gelesen von Burghart Klaußner, Der Audio Verlag (DAV), Berlin, 2010, ISBN 978-3-89813-966-3 (Lesung, 6 CDs, 440 Min.)
- Sunset Park. Faber & Faber, London 2010, ISBN 978-0-571-25878-9.
  - Übersetzung: Sunset Park. Dt. von Werner Schmitz. Rowohlt, Reinbek 2012, ISBN 978-3-644-01661-3.[43]
  - Hörbuch: Sunset Park. Gelesen von Burghart Klaußner, Der Audio Verlag (DAV), Berlin, 2012, ISBN 978-3-86231-165-1 (Lesung, 6 CDs, 480 Min.)
- 4 3 2 1. Henry Holt, New York 2017, ISBN 978-1-62779-446-6.
  - Übersetzung: 4 3 2 1, Roman. Dt. von Thomas Gunkel; Nikolaus Stingl; Werner Schmitz; Karsten Singelmann. Rowohlt, Reinbek 2017, ISBN 978-3-498-00097-4.

- Baumgartner. Grove Atlantic, New York 2023, ISBN 978-0-8021-6144-4.
  - Übersetzung: Baumgartner, Roman. Dt. von Werner Schmitz. Rowohlt, Hamburg 2023, ISBN 978-3-498-00393-7.

### Sachbücher
- Burning Boy: The Life and Work of Stephen Crane. Henry Holt, New York 2021, ISBN 978-1-250-23583-1.
  - Übersetzung: In Flammen. Leben und Werk von Stephen Crane. Dt. von Werner Schmitz. Rowohlt, Hamburg 2022, ISBN 978-3-498-00167-4.
- Bloodbath Nation Grove Press, New York 2023, ISBN 978-0-8021-6077-5
  - Übersetzung: Bloodbath Nation Dt. von Werner Schmitz. Rowohlt, Reinbek 2024, ISBN 978-3-498-00323-4

### Lyrik
- Unearth. Weston, Connecticut 1974.
- Wall Writing. The Figures, Berkeley 1976, ISBN 0-685-79213-7.
- Effigies. 1977.
- Fragments from Cold. Parenthèse, Brewster/New York 1977.
- Facing the Music. Station Hill, Barrytown/New York 1980, ISBN 0-930794-29-X.
- Disappearances. Overlook Press, Woodstock/New York 1988, ISBN 0-87951-328-4.
  - Übersetzung: Vom Verschwinden. Dt. von Werner Schmitz. Rowohlt, Reinbek 2001, ISBN 3-499-22721-5 (Hierbei handelt es sich um eine Auswahl von Gedichten aus den verschiedenen Bänden.).
- Ground Work: Selected Poems and Essays. Faber & Faber, London 1990, ISBN 0-571-14153-6.
- Selected Poems. Faber & Faber, London 1998, ISBN 0-571-19509-1.

### Essays, Autobiografisches, Briefe und Interviews zu den Werken
- The Invention of Solitude. Sun, New York 1982, ISBN 0-915342-37-5.
  - Übersetzung: Die Erfindung der Einsamkeit. Dt. von Werner Schmitz. Rowohlt, Reinbek 1993, ISBN 3-498-00033-0.
- The Art of Hunger: Essays, Prefaces, Interviews. Menard, London 1982, ISBN 0-903400-78-2.
  - Übersetzung: Die Kunst des Hungers. Dt. von Werner Schmitz. Rowohlt, Reinbek 2000, ISBN 3-499-22719-3.
- The Red Notebook and Other Writings. Faber&Faber, London 1995, ISBN 0-571-17433-7.
  - Übersetzung: Das rote Notizbuch. Dt. von Werner Schmitz. Rowohlt, Reinbek 1996, ISBN 3-498-00048-9. Erweiterte Neuausgabe, Reinbek 2001, ISBN 3-499-23040-2, enthält auch Unfallreport und It Don’t Mean a Thing
- Hand to Mouth: A Chronicle of Early Failure. Henry Holt, New York 1997, ISBN 0-8050-5406-5 (Enthält neben einem autobiografischen Text den Kriminalroman Squeeze Play, drei Theaterstücke und das Kartenspiel Action Baseball).
  - Übersetzung: Von der Hand in den Mund. Eine Chronik früher Fehlschläge. Dt. von Werner Schmitz. Rowohlt, Reinbek 1998, ISBN 3-499-22634-0.
- The Story of my Typewriter. Distributed Art Publishers, 2001, ISBN 978-1-891024-32-0.
  - Übersetzung: Die Geschichte meiner Schreibmaschine. Mit Bildern von Sam Messer. Dt. von Werner Schmitz. Rowohlt, Reinbek 2005, ISBN 978-3-498-00065-3.
- Paul Auster Confidential. Dokumentarfilm von Guy Seligmann, mit Gérard de Cortance. Interview mit Paul Auster, in französischer Sprache, 2009[44]
- The Accidental Rebel. Artikel in der New York Times, 23. April 2008[45]
- Collected Prose. Autobiographical Writings, True Stories, Critical Essays, Prefaces, Collaborations with Artists, and Interviews. Expanded Edition. Picador, New York 2010, ISBN 978-0-312-42992-8.
- Winter Journal. Henry Holt, New York; Faber&Faber, London 2012, ISBN 978-0-571-28320-0.
  - Übersetzung: Winter Journal. Dt. von Werner Schmitz. Rowohlt, Reinbek 2013, ISBN 978-3-498-00087-5
- Report from the Interior. Henry Holt, New York; Faber & Faber, London 2013[46]
  - Übersetzung: Bericht aus dem Inneren. Dt. von Werner Schmitz. Rowohlt, Reinbek 2014, ISBN 978-3-498-00089-9.
- Here and Now. Letters 2008–2011, zusammen mit J. M. Coetzee. Viking Penguin Group, New York; Faber&Faber sowie Harvill Decker, London 2013, ISBN 978-0-571-29927-0.
  - Übersetzung: Von hier nach da, Briefe 2008–2011. Dt. von Reinhild Böhnke und Werner Schmitz. S. Fischer Verlag, Frankfurt am Main 2014, ISBN 978-3-596-19687-6.[47]
- A Life in Words. Conversation with I.B. Siegumfeldt. Seven Stories Press, New York 2017.
  - Ein Leben in Worten. Ein Gespräch mit Inge Birgitte Siegumfeldt. Dt. von Werner Schmitz und Silvia Morawetz. Rowohlt, Reinbek 2017 (409 Seiten), ISBN 978-3-499-27261-5.
- Talking to Strangers. Selected Essays, Prefaces, and Other Writings, 1967–2017. Macmillan USA, New York 2019.
  - Mit Fremden sprechen. Ausgewählte Essays und andere Schriften aus 50 Jahren. Herausgegeben von Laurenz Bolliger. Übersetzt von Werner Schmitz, Marion Sattler Charnitzky, Andrea Paluch, Robert Habeck, Alexander von Pechmann. Rowohlt, Hamburg 2020 (416 Seiten), ISBN 978-3-498-00165-0.[48]
- Bloodbath Nation, Faber & Faber, London 2023.
  - Bloodbath Nation, mit Fotos von Spencer Ostrander, Rowohlt, Hamburg 2024, ISBN 978-3-498-00323-4.

### Filme
- The Music of Chance, USA 1993; 98 min; R: Philip Haas (Adaption seines Romans. Auster hat einen kurzen Gastauftritt zum Ende des Films)[49]
- Smoke, USA 1995; 112 min; Drehbuch: Auster; R: Wayne Wang (Austers Sohn Daniel ist als junger Zeitschriften-Dieb zu sehen.)[50]
- Blue in the Face – Alles blauer Dunst, USA 1995
  - Drehbuch: Smoke & Blue in the Face: two films. Faber & Faber, London 1995, ISBN 0-571-17569-4.
  - Übersetzung: Smoke & Blue in the face: zwei Filme. Dt. von Werner Schmitz. Rowohlt, Reinbek 1995, ISBN 3-499-13666-X.
- Lulu on the Bridge, USA 1998; 103 min; Drehbuch & Regie: Auster (Sophie Auster spielt die Rolle der Sonja Kleinman.)[51]
  - Drehbuch: Lulu on the Bridge: a film. Henry Holt, New York 1998, ISBN 0-8050-5978-4.
  - Übersetzung: Lulu on the bridge: ein Film mit Mira Sorvino und Harvey Keitel. Dt. von Werner Schmitz. Rowohlt, Reinbek 1998, ISBN 3-499-22426-7.
- The Center of the World, USA 2001; 88 min; Co-Autoren: Auster & Hustvedt; R: Wayne Wang, Miranda July.[52][53]
- Fluxus, HUN 2004; Original Story: Auster; R: László Csáki (6-minütiger Kurzfilm)[54]
- Le Carnet Rouge, F 2004; Drehbuch: Auster; R: Mathieu Simonet (15-minütiger Kurzfilm)[55]
- Das Innenleben des Martin Frost, USA 2007; 94 min; Drehbuch & Regie: Auster (In der Rolle der Anna James ist Sophie Auster zu sehen.)[56]
  - Drehbuch: The Inner Life of Martin Frost Faber & Faber, London 2008, ISBN 0-571-23693-6.
  - Übersetzung: Das Innenleben des Martin Frost. Ein Film Dt. von Werner Schmitz. Rowohlt, Reinbek 2008, ISBN 978-3-499-24562-6.

### Kunst
- Double Game Distributed Art Pub, 2007, ISBN 978-1-933045-69-6 (mit Sophie Calle).
- City of Glass, 1994. Graphic Novel von David Mazzucchelli und Paul Karasik. Herausgegeben von Art Spiegelman.
  - Übersetzung: Paul Auster’s Stadt aus Glas. Rowohlt, Reinbek 2002, ISBN 978-3-499-13693-1.

### Herausgeber und Übersetzer
Auster gab eine Sammlung wahrer Geschichten von Hörern des US-Rundfunks heraus, basierend auf einem von ihm erdachten Projekt unter dem Titel I thought My Father was God (B & T Books, 2001. ISBN 978-0-8050-6714-9; Ich glaubte, mein Vater sei Gott; dt. von Thomas Gunkel, Volker Oldenburg. Rowohlt, Reinbek 2001, ISBN 978-3-498-00061-5).
Er übersetzte unter anderem Werke von Jean-Paul Sartre, Georges Simenon, Stéphane Mallarmé und Philippe Petit.

## Auszeichnungen
- 1979: NEA Fellowship für Poesie
- 1984: Ingram Merrill Foundation Grant für Prosa
- 1985: NEA Fellowship für Prosa
- 1989: Prix France Culture de Littérature Étrangère für New-York-Trilogie
- 1990: Morton Dauwen Zabel Award der American Academy and Institute of Arts and Letters
- 1993: Prix Médicis Étranger für Leviathan
- 1996: Bodil in der Kategorie Bester amerikanischer Film für Smoke
- 1996: Independent Spirit Award in der Kategorie Bestes Drehbuch-Debüt für Smoke
- 1996: John William Corrington Award for Literary Excellence
- 2006: Prinz-von-Asturien-Preis in der Sparte Geisteswissenschaften
- 2007: Ehrendoktorwürde der Universität Lüttich
- 2007: Komtur des Ordre des Arts et des Lettres
- 2011: Ehrendoktorwürde der Universität Kopenhagen[58]
- 2021: Los Angeles Times Book Prize (Biography) für Burning Boy: The Life and Work of Stephen Crane

Seit 2003 ist er Mitglied der American Academy of Arts and Sciences und seit 2006 der American Academy of Arts and Letters.

## Filme
- Paul Auster – Mein Leben. ZDF, 2006. 42-minütiges Doku-Porträt von Victor Grandits und Jessica Krauss.
- Paul Auster – Was wäre wenn. ARTE, 2018. 54-minütiges Doku-Porträt von Sabine Lidl.